# 一点一画
一点一画（いってんいっかく、一點一畫）は、一つの点、一つの画をあらわす四字熟語で、中国北斉の古典籍『顔氏家訓』「書証」に由来する。
訳語としてキリスト教成句でもある。

## 日本語
四文字熟語としては、文字、特に漢字の一つの点、一つの筆画。また、細かいところに気を配り、丁寧に字を書くことをいう。わずかではあっても、欠かせないもの、おろそかに出来ないものの例え。
夏目漱石の『虞美人草』、菊池寛の『名君』、白居易『素屏謡』にこの語がある。

## キリスト教
聖書の語句であり、聖書学、神学の用語である。聖書にイエス・キリストのことばとして次のように書かれている。
ギリシャ語の原文で「一点一画」は「1つのイオタまたは1つのケライア」(ἰῶτα ἓν ἢ μία κεραία)となっている。ケライア（原義は角（つの））については諸説あってよくわからないが（en:Matthew 5:18を参照）、イオタはヘブライ文字のもっとも小さな文字であるי（ヨッド）を意味すると考えられている。
イエス・キリストはこの語で律法（旧約聖書）の恒久性と預言の成就、聖書全体の権威と誤りがないことを示しているとされる。